# Dejan Rusič
Dejan Rusič, slovenski nogometaš, * 5. december 1982, Brežice. 
Kot napadalec je igral za 6 različnih klubov v 5 državah in zbral tudi štiri nastope za slovensko reprezentanco. Kariero je končal pri Krškem, kjer je tudi začel svojo kariero.

## Reprezentančna kariera
| Datum            | Kraj        | Nasprotnik         | Odigral min. | Izid | Vrsta tekme        |
| ---------------- | ----------- | ------------------ | ------------ | ---- | ------------------ |
| 6. maj 2006      | Celje       | Trinidad in Tobago | 3            | 3–1  | Prijateljska tekma |
| 4. junij 2006    | Paris       | Slonokoščena obala | 10           | 0–3  | Prijateljska tekma |
| 13. oktober 2007 | Celje       | Albanija           | 29           | 0–0  | Kval.za EURO 2008  |
| 6. februar 2008  | Nova Gorica | Danska             | 15           | 1–2  | Prijateljska tekma |